# Pitcairnia truncata
Pitcairnia truncata är en gräsväxtart som beskrevs av Lyman Bradford Smith. Pitcairnia truncata ingår i släktet Pitcairnia och familjen Bromeliaceae.
Artens utbredningsområde är Peru. Inga underarter finns listade i Catalogue of Life.